# Лікарня Нікербокер
«Лікарня Нікербокер» (англ. The Knick) — американський телесеріал режисера Стівена Содерберга.
Дія серіалу відбувається на початку ХХ сторіччя і розповідає про особисте життя і кар'єру талановитого хірурга, а також діяльність нью-йоркської лікарні «Нікербокер» (або просто «Нік»).
Прем'єрний показ відбувся 8 серпня 2014 року на каналі Cinemax. 10 липня 2014 року стало відомо, що серіал продовжено на другий сезон.

## Сюжет
Нью-Йорк, 1900 рік, медицина перебуває на рівні кровопускання. У приватній лікарні Нікербокер провідні лікарі намагаються розширити уявлення про хірургію, експериментуючи із новими методами і засобами лікування. Доктор Джон Текері (Клайв Овен), нещодавно призначений керівником хірургічного відділу, прагне реалізувати свої амбіції щодо медичних відкриттів, всупереч своїй репутації серед колег і наркотичній залежності. Чорношкірий доктор Елджернон Едвардс, отримавши освіту в Гарварді і практику у провідних лікарів Європи, бореться за повагу і визнання расистсько налаштованого Нью-Йорка. В той самий час саме існування лікарні Нік опиняється під загрозою через фінансові негаразди.

## Акторський склад

### Основний акторський склад
- Клайв Овен у ролі доктора Джона «Тека» Текері: головний хірург лікарні Нікербокер, надзвичайно талановитий і авторитетний серед своїх колег. Одначе, він також є наркозалежним, регулярно приймає ін'єкції кокаїну протягом дня і проводить вечори в опіумній курильні Чайнатауна.[2]
- Андре Голланд у ролі доктора Елджерона Едвардса: нового чорношкірого помічника головного хірурга лікарні Нікербокер. По завершенні робочого дня в клініці, оперує в підвалі Нікербокера малозабезпеченних громадян. Зазнає сильної зневаги від багатьох інших білих лікарів і пацієнтів клініки.[2]
- Джеремі Бобб[en] у ролі Германа Барроу: головного менеджера лікарні. Він постійно намагається знайти кошти для фінансування клініки, беручи гроші у заможних покровителів і пацієнтів клініки. Через невміле управління коштами, він заборгував значну суму грошей безжальному бандиту Банкі Кольєру.[2]
- Джульєтта Райленс[en] у ролі Корнелії Робертсон, голови відділу соціального забезпечення Нікербокера. Вона приходиться дочкою Капітану Августу Робертсону, представляє його у раді директорів госпіталю. Вона є давньою подругою Едвардса, чиї батьки працювали на її сім'ю протягом багатьох років.[2]
- Ів Г'юсон у ролі Люсі Елкінс: медсестри Нікербокера. Родом з Західної Віріжинії, вона зближається з Теком і Берті.[2]
- Майкл Анґарано[en] в ролі доктора Бертрама «Берті» Чикерінґа-молодшого: молодшого хірурга в Нікербокері. Він є сином доктора Бертрама Чікерінґа-старшого, який незадоволений вибором сина і його захопленням Теком.[2]
- Кріс Салліван[en] у ролі Тома Клірі: водія швидкої. Він заробляє крадіжкою цінностей тих, кого він відвозить до лікарні, а також отримує плату від Барроу за доставляння заможних пацієнтів.[2]
- Кера Сеймур[en] у ролі сестри Гаррієт: католицької монахині і акушерки, яка утримує сиротський притулок при Нікербокері. Вона таємно робить аборти в її вільний час.[2]
- Ерік Джонсон[en] у ролі доктора Еверетта Ґелінджера: хірурга в Нікербокері. Він незадовлений посадою Едвардса як помічника головного хірурга, яку Тек обіцяв йому[2].
- Грейнджер Гайнс[en] у ролі Капітана Августа Робертсона: батька Корнелії і Генрі Робертсонів. Займається морськими перевезеннями і є членом ради директорів Нікербокера. Він прив'язаний до Едвардса і підтримує його кар'єру в медицині[2].
- Майя Казан у ролі медсестри Елеанор, дружини Еверетта Ґелінджера[2].
- Метт Фрюєр[en] у ролі лікаря Джей. М. Крістіансена, колишній головний хірург, наставник Джона «Тека» Текері, який покінчив життя самогубством. Після смерті він з'являється у спогадах та видіннях Текері[2].
- Девід Фєрро — Джейкоб Спейт, інспектор відділу охорони здоров'я[2].